# École nationale supérieure des mines de Nancy
École nationale supérieure des mines de Nancy er et fransk universitet, grande école, der blev oprettet i 1919. Det er medlem af Conférence des Grandes Ecoles. Med et tværfagligt pensum uddanner den på tre år ingeniører, som derefter hovedsageligt arbejder inden for erhvervslivet: Målet med uddannelsen er den såkaldte Master Ingénieur Mines Nancy.

## Berømte kandidater
- Jean-Claude Trichet, tidligere formand for Den Europæiske Centralbank